# AV-блокада
Атріовентрикулярна блокада (AV-блокада) – поширений вид аритмії, при якій відбувається  затримка, або переривання проведення збудження між передсердями та шлуночками серця в атріовентрикулярному вузлі (AV вузол). AV-блокада може бути різного ступеня, які визначаються за допомогою кардіограми. При легкому перебігу зазвичай є безсимптомною і не потребує лікування, при важких формах може призводити до значимого уповільнення серцебиття (брадикардія), що потребуватиме невідкладної медикаментозної терапії та застосування кардіостимулятора. 

## Форми
Усі форми AV-блокади можна розпізнати за допомогою електрокардіограми. 

### AV-блокада I ступеня
Проведення збудження затримується і відбувається затримка скорочення серцевих шлуночків. Це порушення може бути ідентифіковане за подовженням інтервалу PQ (понад 200 мс) на ЕКГ, або скороченням відстані між хвилями Е та А, які виникають при заповненні лівого шлуночка на ехокардіографії. Суб'єктивно вона залишається непоміченою і зазвичай не потребує лікування. 

### AV-блокада II ступеня

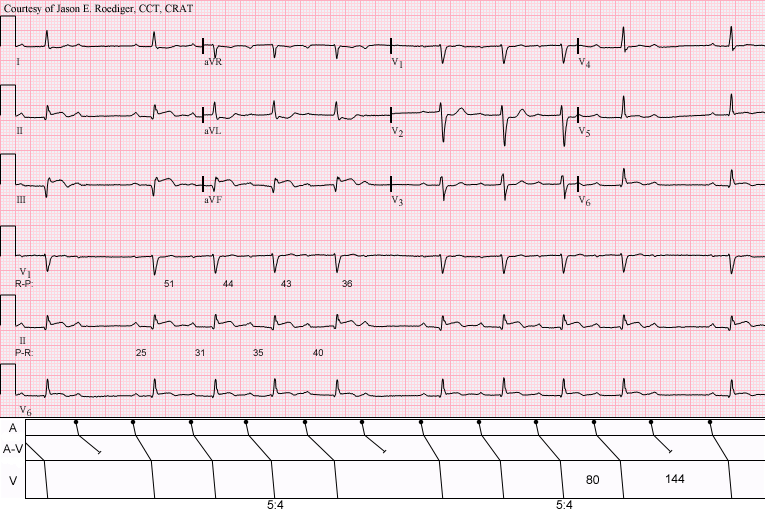
AV-блокада II. ступеня (Венкебаха) / Мобітц І з періодичністю 5: 4 (частота скорочення передсердь до скорочення шлуночків)

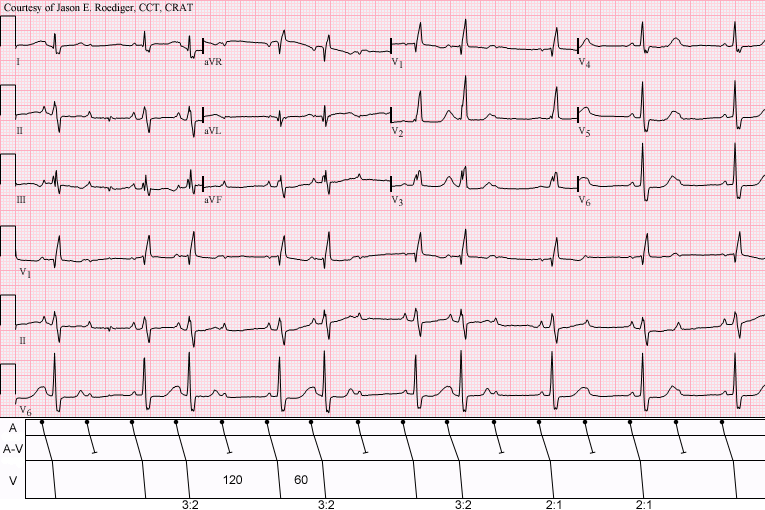
AV-блокада II. ступеня Мобітц (II) з періодичністю 3: 2 та 2: 1 (частота скорочення передсердь до скорочення шлуночків)

- Інтервал PQ стає довшим. Врешті-решт він стає настільки довгим, що збудження передсердь більше не передається і одиничне скорочення шлуночків не відбувається. Подальше збудження передсердь знову передається нормально, але за деякий час знову виникає подовження інтервалу PQ (періодика Венкебаха ).
- Раптове і несподіване "випадіння" скорочення шлуночків при збудженні передсердь, без необхідності попереднього подовження інтервалу PQ. Тільки кожне 2-ге, 3-тє чи 4-те скорочення  передсердя передається на шлуночки (2: 1 або 3: 1 або 4: 1 - блокада). Ця форма блокади, здебільшого розташовується в пучку Гіса, та називається блоком Мобітца . Прогноз є менш сприятливим порівняно з блокадою Венкебаха.

В англомовному світі блокаду Венкебаха також називають Мобітц тип I, блокаду Mobitz - як Мобітц тип II. 

### AV-блокада III ступеня

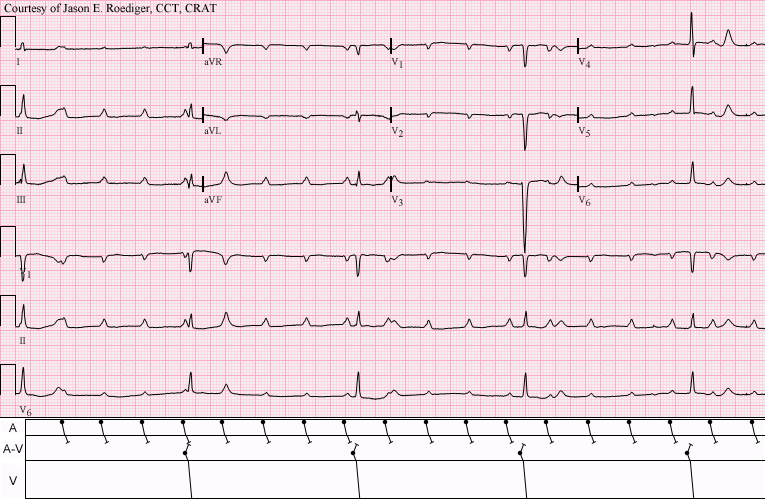
AV-блокада III
P хвилі та комплекси QRS реєструються повністю асинхронно. (Передсердя і шлуночки скорочуються асинхронно)

Повна втрата провідності між передсердям і шлуночками( AV дисоціація ). Шлуночки б'ються у сповільненому (брадикардичному) ритмі, асинхронно до передсердь. Ритм викликається АВ-вузлом, який називається "вторинним водієм ритму" (з приблизно 40-50 імпульсами на хвилину) або "третинним водієм ритму" (пучок Гіса, вузол Тавара і волокна Пуркіньє з частотою приблизно 20-30 імпульсів на хвилину). AV-блокада III ступеня може виникати  з нормальними комплексами QRS, або розширеними комплексами QRS. 
Повна AV-блокада (повна передсердно-камерна дисоціація) є типовим показанням для імплантації кардіостимулятора . 

## Причини та частота

### Вроджена AV-блокада
Вроджена AV-блокада зустрічається рідко із захворюваністю 1: 20000. Причини: 
- вроджені вади серця ,
- ідіопатична, можливо патологія формування системи провідності, або
- як наслідок запальних процесів, наприклад у разі аутоімунного захворювання матері.

### Набута AV-блокада

#### Хронічно-дегенеративного генезу
- Захворювання міокарда: 
  - Міокардит
  - Дилатаційна кардіоміопатія
  - Гіпертонічна хвороба
- Інфекції: 
  - Ендокардит
  - Хвороба Лайма
  - Хвороба Шагаса
  - Інші бактеріальні, вірусні, грибкові інфекції
- Нервово - м'язові розлади: 
  - Міотонічна дистрофія
  - Синдром Кернса-Сейра

- інфільтративні захворювання: 
  - Амілоїдоз
  - Саркоїдоз
  - Гемохроматоз
  - Карциноїд
- Неопластичні захворювання: 
  - Первинна пухлина
  - Метастази
  - Після променевої терапії
- Колагенози: 
  - Системний червоний вовчак
  - Синдром Шегрена
  - Склеродермія
- Ревматоїдний артрит

#### Ідіопатичного генезу
- Хвороба Лева : фіброз проксимального сегменту системи провідності з двобічною блокадою ніжок пучка Гіса
- Хвороба Ленегре (або синдром): фіброз, що прогресує в проксимальному напрямку від дистальних через середні відділи провідної системи, та призводить до повної AV-блокади.

#### Інші ушкодження
- Порушення кровопостачання АВ-вузла 
  - ішемічна хвороба серця
  - Транскоронарна абляція септальної гіпертрофії при ГКМ
- Кардіохірургічні втручання
  - Заміна серцевого клапана
  - Закриття дефекту шлуночкової перегородки
  - Септальна міектомія при ГКМ
  - Коронарне шунтування
- Високочастотна абляція
  - AV вузла, наприклад, при резистентній фібриляції передсердь.
  - Ендокардіальна радіочастотна абляція септальної гіпертрофії при ГКМ

## Лікування
- Лікування атропіном, орципреналіном, проводиться лише короткочасно до остаточного встановлення кардіостимулятора. Постійна терапія медикаментами небезпечна, має багато побічних ефектів і вважається застарілою.